# Tokyo Girls Journey (EP)
「Tokyo Girls Journey (EP)」は、東京女子流の27枚目のシングル。2020年5月5日にavex traxから発売された。

## 概要
前作「光るよ/Reborn」から1年3ヶ月ぶりの2020年第1弾シングル。
CD商品としてType-A（CDと2020年2月2日に赤坂BRITZで行われたライブ映像が収録されたDVDのセット、AVCD-94771/B）、Type-B（CDのみ、AVCD-94772）の2形態がある他、イベント会場限定のミュージックカードが全5種類ある。
本作は東京女子流のデビュー10周年の2020年5月5日に発売された。結成10年となる2020年1月1日にリリースを発表、2月1日に実施したマイナビBLITZ赤坂の生バンドライブで初披露した。

## 収録内容
Type-A･B
1. 「薔薇の緊縛 introduction」 – 1:40
2. 「薔薇の緊縛」（=TGS76） – 5:41
作詞：nobara kaede / 作曲：Masayoshi Kawabata
3. 「Ever After」（=TGS75） – 3:04
作詞・作曲：春ねむり / 編曲：周 from神様クラブ、春ねむり
4. 「キミニヲクル」（=TGS77） – 3:54
作詞：福原健太郎 / 作曲・編曲：ペンギンス、The Answer、Ryo Ito

DVD（Type-Aのみ）
- 「Ever After GIGS at AKASAKA ～TOKYO GIRLS' BAND STYLE～ 2020.2.2」
- 「薔薇の緊縛 GIGS at AKASAKA ～TOKYO GIRLS' BAND STYLE～ 2020.2.2」